# Juxtaxanthias intonsus
Juxtaxanthias intonsus är en kräftdjursart som först beskrevs av J. W. Randall 1840.  Juxtaxanthias intonsus ingår i släktet Juxtaxanthias och familjen Xanthidae. Inga underarter finns listade i Catalogue of Life.